# Veliki Stjenjani
Veliki Stjenjani (szerbül: Велики Стјењани) egy ma már lakatlan szerb falu Bosznia-Hercegovinában, Bihács községben, a Bosznia-hercegovinai Föderáció Una-Szanai kantonjában.

## Fekvése
Bihács központjától légvonalban 35, közúton 43 km-re délkeletre, Drvartól légvonalban 28, közúton 38 km-re északnyugatra fekszik. A falu az Osječenica-hegy nyugati lejtőin, az Una-folyó felé, a Čava csúcsa alatt található. Az északi oldalon egy sziklás magaslat található, amelyről a falu nevét kapta. A hegy mögött található Mali Stjenjani, amely már Bosanski Petrovachoz tartozik. Nyugaton Kulen Vakuf található.

## Népessége
| Nemzetiségi csoport | Népesség 1991 | Népesség 2013 |
| ------------------- | ------------- | ------------- |
| Szerb               | 56            | 0             |
| Bosnyák             | 1             | 0             |
| Horvát              | 0             | 0             |
| Jugoszláv           | 0             | 0             |
| Egyéb               | 0             | 0             |
| Összesen            | 57            | 0             |

## Története
A falu a második világháborúban nehéz időket élt át. Bár nincs kőzúti összeköttetése, Kulen Vakuf közvetlen közelében volt, amely a horvát uralom kezdetén az usztasa nemzeti gárda erőinek erős fellegvára volt. Az usztasák már az uralmuk kezdetén elvittek egy 12 fős csoportot a faluból, és lelőtték őket.
1942 őszén Bihács felszabadult. Azokban a csatákban sok sebesült partizán volt, akiket szintén Veliki Stjenjani faluba menekítettek és házakban helyeztek el. A falut kórházzá alakították.
1943 elején a németek is megérkeztek a faluba. Az emberek visszavonultak, de a lakosság egy része nem akarta elhagyni a falut. Ezek idős és beteg emberek voltak. A bevonuló németek lelőttek néhány embert, de volt akik a felgyújtott házukban pusztultak el. Összesen 30 lakost gyilkoltak meg a faluban. Očijevónál a németek egy Bosanski Petrovac környékéről érkező csoportra bukkantak, és mintegy 60 embert lelőttek. Júniusban az ismét behatoló a németek újabb két lakost lőttek le.
A 21. század elejére a falu teljesen kiürült, ma már nincs állandó lakossága.

## Nevezetességei
- Határában őskori halomsír (tumulus) található, melynek feltárását Branka Raunig végezte. A halomsír közepén egy 1x2 méteres nagyságú, nyugat-keleti tájolású, kövekkel kiépített sírkamrát talált, melyben azonban nem voltak régészeti leletek.[3]
- Az Una szurdoka felett sziklaperemen egy őskori vár maradványai találhatók. A félköríves kőfal egészen a szikla szélén húzódik és a 80x30 méteres területet határol. Korát a bronzkorra és a vaskorra teszik.[3]

## Fordítás
- Ez a szócikk részben vagy egészben  a   Veliki Stjenjani című bosnyák Wikipédia-szócikk ezen változatának fordításán alapul.  Az eredeti cikk szerkesztőit annak laptörténete sorolja fel. Ez a jelzés csupán a megfogalmazás eredetét és a szerzői jogokat jelzi, nem szolgál a cikkben szereplő információk forrásmegjelöléseként.